# جان چارلز (بازیکن فوتبال، زاده ۱۹۴۴)
جان چارلز (انگلیسی: John Charles; ۲۰ سپتامبر ۱۹۴۴ – ۱۷ اوت ۲۰۰۲) بازیکن فوتبال اهل بریتانیا بود.
از باشگاه‌هایی که در آن بازی کرده‌است می‌توان به باشگاه فوتبال وستهام یونایتد اشاره کرد.